# 姉歯の松
姉歯の松（あねはのまつ）は、陸奥国の歌枕。

## 概要
『伊勢物語』に「栗原や 姉歯の松の 人ならば 都のつとに いさといわましを」という歌が見えるのが初見である。松尾芭蕉は、『奥の細道』において、その旅の途中で行こうとしたものの行けなかったと述べている。

## 由来
姉歯の松の由来はいくつか存在する。
- 在原業平が、陸奥国にいた小野小町を訪ねた時に、その妹（または姉）の “姉歯” の消息を尋ねると、既に亡くなっていたため、そこでその墓に松を植えたのを始まりとする伝承
- 人身御供となるべく陸奥国に赴いた松浦佐用姫の後を追って、この地まできた姉が亡くなったので、佐用姫が墓を築いて松を植えたとする伝承（姉墓が訛って姉歯となったとする）
- 用明天皇の頃、朝廷に仕える采女を各国から1名ずつ選び出すことになった。陸奥国から選ばれたのは、高田（現・陸前高田市）に住む長者の娘である朝日姫であったが、姫は現在姉歯の松がある地で病没してしまう。それを聞いた朝日姫の妹である夕日姫は、自ら志願して采女として都に上ることとなる。そして姉が亡くなった地まで来ると、姉の墓の上に松の木を植えて目印にし、都へ行ったという伝承